# Willis D. Crittenberger
Willis Dale Crittenberger (1890 - 1980) est un général de l'armée américaine et lors de la Seconde Guerre mondiale, le commandant du IV Corps américain durant la campagne d'Italie, de 1944 à la fin de la guerre en Europe.